# Daniel Scott Lamont

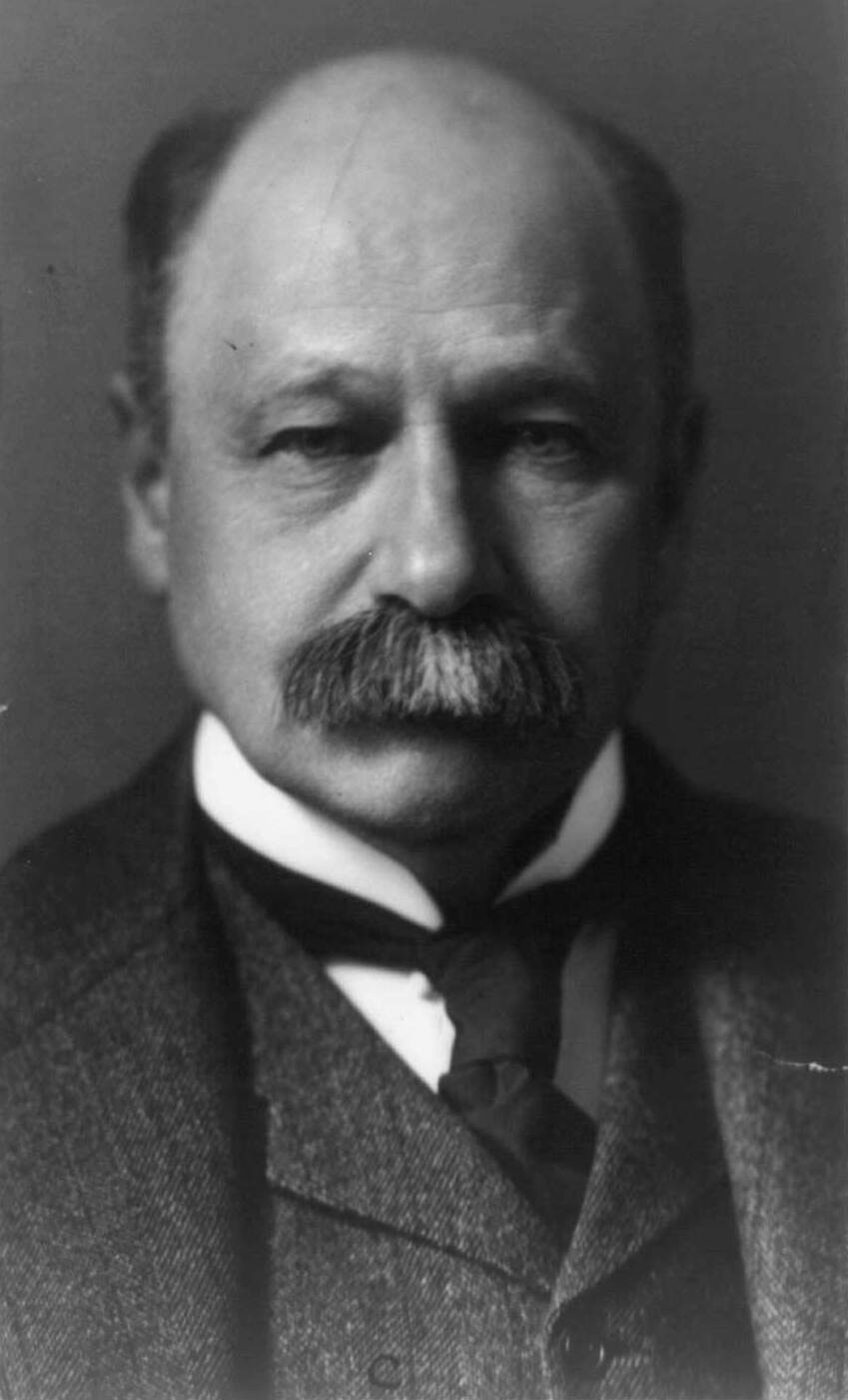
Daniel Scott Lamont

Daniel Scott Lamont (* 9. Februar 1851 in Cortland County, New York; † 23. Juli 1905 in Millbrook, New York) war Kriegsminister der Vereinigten Staaten während der zweiten Amtszeit von Grover Cleveland.

## Werdegang
Lamont wurde auf seiner Familienfarm in Cortland County, New York geboren. Er promovierte am Union College in Schenectady, New York. Während seines Aufenthaltes auf dem Union College trat er der Delta Upsilon Fraternity bei.
Er war Verwaltungsbeamter und Assistentsprokurist im Staatskapitol in Albany, New York. Des Weiteren war er ein Stabsbeamter im demokratisch-staatlichen Zentralausschuss 1872 und Geschäftsführer des New York Außenministeriums von 1875 bis 1882.
1883 wurde Lamont, durch seinen Mentor Daniel Manning, dem New Yorker Gouerneursstab von Grover Cleveland als politischer Berater zugewiesen. Im gleichen Jahr wurde er privater und militärischer Sekretär mit dem Rang eines Colonels in seinem Stab. Selbst als Cleveland 1885 Präsident wurde, fuhr er weiter in seinem Dienst fort. Lamont hielt auch Kontakt mit William C. Whitney in seinem Geschäftsunternehmen 1889.
Vom 5. März 1893 bis zum 5. März 1897 diente Lamont als U.S. Kriegsminister im Präsident Clevelands Kabinett. Während seiner Amtszeit drängte er zu Aufnahme eines Dreibataillon Infanterieregiments als Teil einer allgemeinen Modernisierung und der Verstärkung der Armee. Außerdem empfahl Lamont die Errichtung einer Gedenkstätte für die Armee und drängte den Kongress die wichtigsten Schlachtfelder so zu markieren, wie es im Fall von Antietam war. Er empfahl auch, dass die Gebiete, die von den Apachen Häftlinge am Fort Sill verwendet werden, für ihren dauerhaften Gebrauch erworben werden und ihr Gefangenenstatus beendet wird.
Nach seinem Dienst als Kriegsminister, war Lamont Vizepräsident der Northern Pacific Railway Company von 1898 bis 1904. Er war auch Direktor von zahlreichen Banken und Kapitalgesellschaften.
Lamont starb 1905 in Millbrook, New York.